# 丰产乡 (营山县)
丰产乡，是中华人民共和国四川省南充市营山县曾经下辖的一个乡。2019年10月，撤销增产乡和丰产乡，将其所属行政区域划归回龙镇管辖。

## 行政区划
丰产乡撤销前下辖以下地区：
深堂村、白马村、金竹村、联盟村、木樨村、龙坝村、卷洞村、永兴村、龙马村和打石湾村。